# Merismella concinna
Merismella concinna är en svampart som beskrevs av Syd. 1927. Merismella concinna ingår i släktet Merismella och familjen Chaetothyriaceae.   Inga underarter finns listade i Catalogue of Life.